# Ley del fratricidio

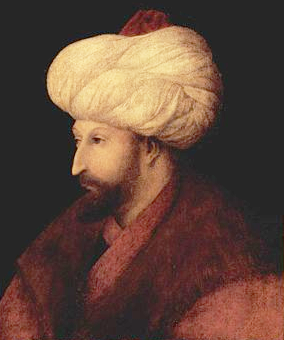
Mehmed II, pintado por Gentile Bellini.

La ley del fratricidio era una ley del Imperio Otomano que daba valor legal a la práctica, común en ese momento, de hacer matar a posibles rivales o futuros pretendientes al acceder al trono. La ley se aplicó con cierta frecuencia hasta finales del siglo XVII.
Insertado en el Kanunname por el sultán , Ahmed I, que con el consentimiento de los ʿulamāʾ (religiosos y médicos garantes de la ley coránica), el sultán podía hacer que sus rivales y parientes cercanos fueran asesinados (a menudo solo sus hermanos varones). El propio Mehmed II lo había aplicado ante litteram en el momento de su ascenso al trono, eliminando al único hermano Ahmed, todavía un bebé. Más tarde, otros sultanes se limitaron a exiliar, confinar o encarcelar a los herederos. Algunos privaron a familiares cercanos de las calificaciones necesarias, otros consideraron demasiado sangriento eliminar a sus familiares consanguíneos, prefiriendo sacarlos de la escena pública y mantenerlos bajo estrecha vigilancia.
La regla parecía necesaria ya que la sucesión no estaba regulada por una ley específica y el trono pasó de padre a hijo sin tener en cuenta una mayor antigüedad, lo que a menudo desencadenó acaloradas luchas dinásticas. También debe recordarse que los hijos de un sultán deben considerarse legítimos incluso cuando nacen de una concubina o una esposa secundaria. Debido a esto, los legítimos herederos al trono aumentaron exponencialmente en comparación con las casas europeas de la época. Además, según la tradición otomana, el trono sultanal debería haber pasado a manos de un hermano del anterior gobernante, lo que no dejó de desencadenar violentas luchas fratricidas, así como el progresivo envejecimiento de los supuestos herederos, cuando ya no fueron eliminados.